# اعتلال عضلي قاص
الاعتلال العضلي القاصي هو مجموعة من الاضطرابات الوراثية النادرة التي تسبب تلف العضلات وضعفها، خاصة في اليدين و/أو القدمين. قد تكون الطفرة المسببة موجودة في العديد من الجينات المختلفة. تتضمن العديد من الأنواع اضرابات في بروتين الديسفيرلين (المعروف أيضًا باسم البروتين الشبيه بالفير 1 المرتبط بالضمور وهو بروتين يرمزه جين DYSF عند البشر).

## العلامات والأعراض
تؤثر الأنواع المختلفة من الحالة على مناطق مختلفة من الأطراف ويمكن أن تظهر في عمر 5 سنوات حتى عمر 50 عامًا. يتميز الاعتلال العضلي القاصي بتقدم بطيء للمرض، لذلك قد لا يعرف المريض أنه مصاب به حتى يصل إلى أواخر الأربعينيات أو الخمسينيات من عمره.
يؤثر الاعتلال العضلي الميوشي على العضلات الخلفية في أسفل الساق، أكثر من العضلات الأمامية في أسفل الساق.

## الأسباب
من الصعب جدًا تحديد سبب هذا الاعتلال العضلي لأنه قد يكون طفرة في أي من الجينات الثمانية على الأقل وليست جميع هذه الجينات مدروسة جيدًا حتى الآن. قد تكون هذه الطفرات موروثة من أحد الوالدين، أو من كلاهما. يوجد ثمانية أنواع معروفة من اعتلال العضلات القاصية.

## التشخيص
فيما يتعلق بالتشخيص، يجب تقييم اعتلال عضلة الحبل الصوتي والبلعوم القاصي من خلال مستويات الكرياتينين كيناز CK في الدم، بالإضافة إلى خزعة العضلات للمريض المشتبه في إصابته بهذه الحالة.

## العلاج
اعتبارًا من عام 2011، لم تُعرف أي علاجات معدلة للمرض. يمكن التحكم في هبوط القدم باستخدام أجهزة تقويم الكاحل والقدم أو نقل الوتر الجراحي، إذ يُعاد استخدام العضلة الظنبوبية الخلفية لتعمل كعضلة ظنبوبية أمامية. في أنواع مختارة من اعتلال العضلات القاصية، قد يحتاج المريض إلى إجراء تقييم قلبي لنفي الاعتلالات القلبية المرافقة. يمكن علاج الجنف والتقلصات جراحيًا. في عام 2024، صدرت الموافقة على دواء لعلاج اعتلال العضلات القاصية في اليابان.